# Тосиро Хицугая
Тосиро Хицугая (яп. 日番谷 冬獅郎 Хицугая То:сиро:, Hitsugaya Toushiro) — второстепенный персонаж аниме и манги «Блич», созданный Тайто Кубо. Его озвучивает Роми Паку. Тосиро командует 10-м отрядом проводников душ. По результатам рейтинга персонажей, который подсчитывается журналом Shonen Jump, является самым популярным персонажем «Блич». Согласно опросу в одном из номеров Newtype, занимает седьмое место в списке наиболее популярных героев аниме всех времен. Ему посвящён отдельный анимационный фильм Bleach: The DiamondDust Rebellion.

## Описание персонажа

### Прошлое
Тосиро был рожден в окрестностях города Сэйрэйтэй, столицы Сообщества. Тосиро рос вместе с Хинамори Момо (в настоящее время лейтенант 5-го отряда); также с ними жила пожилая женщина, которую они называли бабушкой. С детства привязан к Хинамори Момо, с которой его связывают доверительные отношения. Момо называла его «Сиро-тян» (яп. «Снежок», «Белячок»), на что мальчик сердился.
В раннем возрасте поступил в академию проводников душ: его нынешний лейтенант Мацумото Рангику сказала, что сильная духовная сила вредит его бабушке, и тем самым подтолкнула его стать проводником душ. Он рано окончил академию проводников душ и вскоре занял пост третьего офицера десятого отряда Готэй 13 под командованием Иссина Шибы. Так как был очень ответственным и хорошо справлялся с бумажной работой, Иссин предрекал ему должность капитана отряда в обход Мацумото Рангику, что и произошло, когда Иссин пропал в мире живых. По мнению Сообщества душ, является самым молодым капитаном, когда-либо занимавшим этот пост, поэтому многие его называют молодым гением или вундеркиндом. Гин Ичимару говорит о нём: «Известно, что каждые несколько столетий возрождается Небесный Страж».

### Внешность и характер
Ростом Тосиро всего 133 см и внешне похож на ребёнка. Глаза светло-бирюзового цвета, всегда хмурится. Волосы белые, причёска «ёжик». Несмотря на свой юный возраст, один из немногих по-настоящему взрослых капитанов, адекватных и уравновешенных. Впрочем, ему недостает чувства юмора. Терпеть не может, когда к нему обращаются, как к ребёнку, легко впадает в гнев, раздражается, но неплохо уживается практически со всеми. Всегда старается оберегать и защищать Хинамори, она единственная, кому он разрешает называть себя по имени или же используя его кличку «Снежок».
В одной из филлерных серий он знакомится с Карин, сестрой Ичиго, которой он нравится. К его капитанскому рангу Карин относится поверхностно, называя его «первоклашкой», ввиду его внешности сравнивая его с собой по возрасту. В новых главах манги его внешность была изменена. Изменилась его причёска, также у него появился зеленоватого цвета шарф.

### Боевые навыки
Дзампакто: Хёриммару (яп. 氷輪丸 Hyourinmaru, «кольцо льда» или «полная луна»). В запечатанном состоянии похож на обыкновенный одати, за исключением цубы в форме четырёхконечной звезды и цепи с наконечником в виде луны. Рукоятка голубая, в то время как ножны — глубокого синего цвета. Дух Хёриммару — большой крылатый китайский дракон. Это сильнейший меч льда, команда освобождения: «Снизойди с ледяных небес» (яп. 霜天に坐せ со:тэн ни дзасэ). В филлере «Материализация дзампакто» воплощение Хёриммару выглядит как высокий зеленоволосый мужчина с голубым крестом на лице в фиолетовом одеянии и ледяными руками. Используя банкай, он превращается в ледяного китайского дракона.
В сикае Хёриммару испускает огромное количество духовной энергии, которая выходит из наконечника лезвия, создавая поток льда в форме дракона. Всё, чего коснется этот поток льда, немедленно замораживается.
Банкай Хёриммару называется Дайгурэн Хёриммару (яп. 大紅蓮氷輪丸 Daiguren Hyorinmaru, «большое багровое ледяное кольцо лотоса»). Лёд вытекает из меча на Хицугаю, формируя два больших крыла и хвост, а ноги покрываются ледяными когтями. Лед также формируется в голову дракона вокруг его руки, в которой он держит меч, цуба принимает форму восьмиконечной звезды. Крылья позволяют герою летать и способны сворачиваться вокруг него, чтобы служить ледяными щитами. Во время сражений Хицугая с арранкаром Шаулун Коуфангом, тот размышляет, что банкай Хицугая исчезнет, когда все двенадцать лепестков за его спиной исчезнут и что банкай Хицугая неполон из-за его молодого возраста. Позже, во время его сражения с Луппи, лепестки больше не появляются. Также во время той борьбы Хицугая заявляет, что, «даже если Хёриммару разрушен, он его преобразует, пока рядом есть источник воды».
У банкая Хёриммару есть 6 известных специальных техник. Первая это Рюсэнка (яп. 竜霰花, букв. «дракон осыпает цветок»), которая замораживает любые вражеские удары, захватывая их в кокон льда и замораживая их к ядру. После того как противник заморожен, Хицугая может разрушить его. Вторая техника это Сэннэн хёро (яп. 千年氷牢, «тысячелетняя ледяная тюрьма»), она формирует множество ледяных столбов, используя влажность в атмосфере. Эти столбы держат вражеского заключенного в течение тысячи лет, также замораживая его. Третья, самая сильная, Хётэн Хякасо, была использована в 359 главе на Трес Эспада. Сам Хицугая говорит, что он ещё не может её полностью контролировать, а её масштабы опасны для окружающих. Вся смертоносность этой техники заключается в том что от неё практически не возможно увернуться или отразить. Для её использования требуется вся влага находящаяся в небесах из которой формируется снег. Все на что он падает превращается в ледяной цветок. Когда расцветает сотый цветок противнику приходит конец. Четвёртая техника Гунтё Цурара была применена на Тиа Хэллибэл. Из крыльев Хёриммару появляются острые ледяные глыбы и словно стрелы атакуют врага на дистанции. Пятую, Хёрю Сэмби, Тосиро использовал во втором бою с Айдзэном: из наконечника меча появляется хвост дракона, который извиваясь атакует соперника, от неё сложно уклониться так как ледяной хвост преследует противника. Название шестой техники не известно, это способность Хицугаи создавать собственного клона с исходящей из него духовной энергии, что запутывает противника и заставляет атаковать ледяного клона.

## Отзывы и критика
В качестве рекламы для Bleach: The DiamondDust Rebellion был выпущен трейлер, содержащий слова: «Казнить Хицугаю!» Тайто Кубо признался, что сам подал такую идею, надеясь всех удивить, однако он и Масакадзу Морита (актёр, озвучивающий Ичиго Куросаки), получили огромное количество писем от обеспокоенных фанатов, поэтому автору пришлось в ответ приносить извинения.